# Geldlücke
Die Geldlücke (auch: Liquiditätslücke; englisch money gap) ist eine volkswirtschaftliche Kennzahl, die angibt, um wie viel die tatsächliche Geldmenge in einer Volkswirtschaft von der mittelfristigen, preisstabilen Gleichgewichtsgeldmenge abweicht. 

## Allgemeines
Die Gleichgewichtsgeldmenge ist die Geldmenge, die beim herrschenden Preisniveau nachgefragt würde, wenn Güter- und Geldmarkt sich im Marktgleichgewicht befänden. Der Geldmarkt befindet sich im Marktgleichgewicht, wenn Geldangebot und Geldnachfrage übereinstimmen (LM-Funktion). Dieses Marktgleichgewicht verursacht weder Inflation noch Deflation. Deshalb ist der Wirtschaftspolitik, vor allem der Geldpolitik der Zentralbanken, daran gelegen, den Indikator der Geldlücke sehr genau zu beachten. Die Europäische Zentralbank (EZB) beobachtet die Geldlücke im Rahmen ihrer „monetären Säulen“, und zwar der zweiten monetären Säule. Diese Säulen bilden die Grundlage der Geldpolitik der Europäischen Zentralbank. Ein Ungleichgewicht auf dem Geldmarkt ergibt sich mithin, wenn Geldangebot und Geldnachfrage nicht übereinstimmen; im Falle der Geldlücke gilt:
{\displaystyle {\text{Geldangebot}}<{\text{Geldnachfrage}}}.
Ist umgekehrt das Geldangebot größer ist als die Geldnachfrage, liegt ein Geldüberhang vor. Realwirtschaftliches Pendant ist die Angebotslücke.

## Arten
Zu unterscheiden ist zwischen der nominalen und der realen Geldlücke. Die nominale Geldlücke (englisch nominal money gap) ist die kumulierte Differenz zwischen dem Wachstum des Geldmengenaggregats M3 und dem Bezugswert. Die reale Geldlücke (englisch real money gap) berücksichtigt zusätzlich noch die Differenz zwischen der tatsächlichen Inflationsrate und der definierten Preisstabilität. Liegt die HVPI-Inflation oberhalb der definierten Preisstabilität, ist die reale Geldlücke kleiner als die nominale.
Es ist wichtig, darauf hinzuweisen, dass Zentralbankgeld (auch Liquidität genannt – innerhalb des Bankensystems = M0) bis auf Bargeld nicht Teil des Geldmengenaggregats M3 ist und somit im Gegensatz zu Giralgeld nur von geringer Bedeutung bei der Kalkulation der Geldlücke ist. 
Bei einem Geldüberhang werden Geld- und Gütermarkt betrachtet. Als Geldüberhang wird auch der Überschuss der Geldmenge über das Güterangebot bei gestauter Inflation bezeichnet. Wird in einer Wirtschaft mit Vollbeschäftigung die Geldmenge erhöht (etwa zur Kriegsfinanzierung) und das Preisniveau durch Preisgrenzen (wie einem Preisstopp) konstant gehalten, so kommt es zu einem Geldüberhang, weil das Güterangebot in einer vollbeschäftigten Wirtschaft in Höhe der Produktionskapazität liegt und kurzfristig nicht mehr ausgedehnt werden kann. 

## Volkswirtschaftliche Auswirkungen
Der relative Unterschied zwischen der aktuellen Geldmenge und der Gleichgewichtsgeldmenge ist die Geldlücke.
Wesentlich ist die Geldmenge auch für die Bestimmung der Wachstumschancen und der Inflationsrisiken der Volkswirtschaft. Ist zu wenig Geld im Umlauf hat dies dämpfende Effekte auf Wirtschaftswachstum und Inflation und umgekehrt. Mögliche Inflations- oder Deflationsrisiken aufgrund einer unzureichenden bzw. einer übermäßigen Geldversorgung der Wirtschaft lassen sich anhand der Geldlücke abschätzen. Diese entspricht der positiven (Geldüberhang) oder negativen (Geldlücke) prozentualen Abweichung der Geldmenge M3 von einem Gleichgewichtswert, der anhand des Transaktionsvolumens der Volkswirtschaft und der Opportunitätskosten der Geldhaltung bestimmt wird.

## Preislücke
Die Preislücke wiederum ist die Differenz zwischen dem langfristigen gleichgewichtigen und dem aktuellen Preisniveau.